# 70
Aquesta pàgina és per a l'any. Per al nombre, vegeu setanta.

## Esdeveniments

### Països Catalans
- Construcció del circ romà, el fòrum i l'amfiteatre a Tarraco. (data aproximada)

### Món

#### Món Mediterrani
- Destrucció de Jerusalem per Titus (Setge de Jerusalem)
- Inici de la construcció del Coliseu a Roma (data aproximada)
- Frontinus és nomenat pretor de Roma.
- Plini el Vell serveix com a procurador a la Gàl·lia Narbonesa.
- 5 de juliol: Titus i les regions romanes obren una bretxa a la muralla de Jerusalem.
- 5 d'agost - Titus i les regions romanes destrueixen el Temple de Jerusalem durant el Setge de Jerusalem. Aquest fet és conegut com La Caiguda de Jerusalem i conclou la Primera guerra judeoromana. Els líders religiosos jueus se'n van cap a Jammia (avui en dia Yavne). És commemorat anualment pels jueus per la festa del Tisha B'Av.
- Es funda la ciutat de Neapolis (avui en dia Nablus), a la província de la Judea Romana.
- Es destrueixen les legions romanes: Legió V Alaudae i la Legió XV Primigenia en el transcurs de la Revolta Batava. En el mateix any, Quinti Petili Cerealis la derrotarà.
- Domicià es casa amb Domicia Longina.
- Els romans fan una expedició punitiva contra els Garamants, cosa que els força a tenir relacions oficials amb l'Imperi Romà.
- L'Imperi Romà s'annexiona l'illa de Samotràcia.
- Avinyó esdevé Bisbat.

#### Àsia
- Hi ha la fi de les Dinasties Hel·lenístiques a l'Índia.

#### Àfrica
- Expedició romana al sud d'Egipte. Probablement arriben al Sudan.
- Ze-Hakèlè (Zoscales en grec) esdevé rei d'Axum

## Necrològiques
- Heró d'Alexandria - data aproximada.